# 8745 Delaney
8745 Delaney (1998 FO65) là một tiểu hành tinh vành đai chính được phát hiện ngày 20 tháng 3 năm 1998 bởi LINEAR ở Socorro.